# Rudstad Station
Rudstad Station (Rudstad stasjon) er en jernbanestation på Rørosbanen, der ligger ved Rudstad i Østerdalen i Elverum kommune i Norge.
Stationen blev oprindeligt oprettet som læsseplads omkring 1871. 1. februar 1916 blev der etableret en holdeplads ved navn Rustad med bemanding for ekspedition af passagerer og gods men uden togkrydsninger. Navnet blev ændret til Rudstad 1. september 1922. Den blev opgraderet til station 22. maj 1966 med ekspedition af passagerer og gods samt varetagelse af togkrydsninger efter behov. 1. januar 1982 blev den nedgraderet til ubemandet trinbræt, og 6. juni 1992 blev den fjernstyret.
Stationen kom i søgelyset efter Åsta-ulykken 4. januar 2000, da et nordgående persontog angiveligt forlod stationen til trods for at rødt udkørselssignal. Toget stødte efterfølgende sammen med et sydgående persontog ved Åsta Station, hvorved 19 personer blev dræbt. Indtil sikkerhedssystemet på banen var gennemgået i 2002, blev Rudstad atter bemandet. Betjeningen med persontog blev indstillet 9. januar 2000 men genoptaget ved køreplansskiftet i januar 2006.
Den første stationsbygning blev opført i 1916 og revet ned i 1968. Den anden blev opført i 1967 efter tegninger af NSB Arkitektkontor og revet ned i 1997.